# Ítéletnap (album)
Az Ítéletnap album az Ossian együttes 1991-ben megjelent negyedik nagylemeze. Az album a legsikeresebb Ossian-lemeznek számít, közel négy hónapig szerepelt a Mahasz eladási listáján, és 1991 júniusában az első helyre került.
Az Ítéletnap a Paksi-Maróthy korszak zeneileg legkeményebb albuma, ennek ellenére a lemez legismertebb dala a Magányos angyal című akusztikus lírai ballada volt.  A Judas Priest Painkiller című 1990-es albumának grafikájára nagyon hasonlító lemezborító a lengyel Wojciech Siudmak festménye alapján készült.
Az eredetileg csak hanglemezen és kazettán megjelent albumot 2003-ban CD-n is kiadták, nagyjából változatlan kiadásban. Ami azonban újdonság volt az eredeti kiadáshoz képest: bónusz videóklipek, megújított (digitalizált) hangzásvilág.
2015-ben az Ítéletnap felkerült a legnagyobb hatású magyar metal-albumok listájára.

## Dalok
1. Az ítéletnap – 4:21
2. A szerelem gyilkosa – 3:51
3. Motor-őrület – 4:06
4. Nincs válasz – 4:08
5. A törvényen kívüli – 4:52
6. Viharmadár – 4:15
7. Magányos angyal – 4:14
8. Nehéz lesz minden nap – 3:42
9. Hé, Rock 'n' roll – 3:51
10. Rocker vagyok – 3:06

Bónusz videó klipek a 2003-as újrakiadáson
1. Az ítéletnap
2. Magányos angyal

## Zenekar
- Paksi Endre – ének
- Maróthy Zoltán – gitár, ének
- Vörös Gábor – basszusgitár
- Tobola Csaba – dobok, vokál

## Külső hivatkozások
- Az Ossian története (1986-1992)